# Piotr Głowacki (geofizyk)
Piotr Głowacki, ps. „Uwe” – polski geofizyk, badacz obszarów polarnych, związany z Instytutem Geofizyki PAN, a wcześniej z Uniwersytetem Śląskim. Jego zainteresowania badawcze obejmują geofizykę, glacjologię, chemię radiacyjną, a także ichtiologię. 

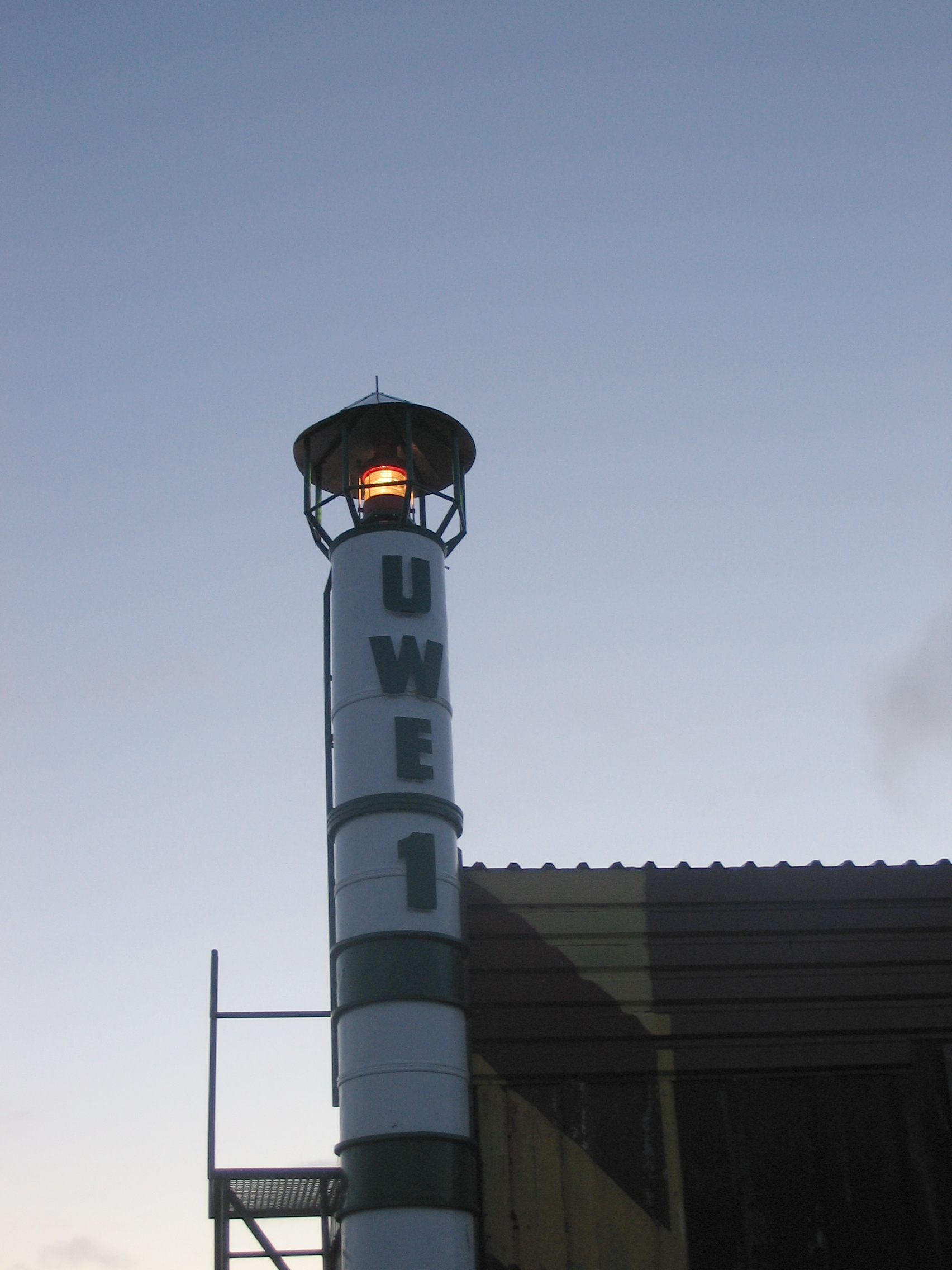
Latarnia morska UWE-1 nazwana na cześć prof. Głowackiego

## Życiorys
Przedstawiciel licznych organizacji, m.in. Komitetu Badań Polarnych oraz Komitetu Geofizyki PAN.
Przez 15 lat kierował Zakładem Badań Polarnych i Morskich IGF PAN, odpowiadał za funkcjonowanie Polskiej Stacji Polarnej Hornsund. Koordynował wiele projektów badawczych krajowych jak i międzynarodowych, jest autorem ponad 120 publikacji naukowych i popularnonaukowych.
W 1973 na Wydziale Matematyki, Fizyki i Chemii Uniwersytetu Wrocławskiego uzyskał tytuł magistra na podstawie pracy Fizyczne podstawy pomiaru niskich ciśnień. Doktorat w zakresie nauk chemicznych (Gamma radioliza Co(II), Ni(II) i Cu(II) z tetracykliną) uzyskał w 1984 w Instytucie Chemii Uniwersytetu Śląskiego w Katowicach, zaś habilitację z zakresu nauk o Ziemi – w IGF PAN na podstawie rozprawy Rola procesów fizyczno-chemicznych w kształtowaniu struktury wewnętrznej i obiegu masy lodowców Spitsbergenu w roku 2008. Od 2018 – profesor nauk o Ziemi w Instytucie Geofizyki Polskiej Akademii Nauk.
Wielokrotnie odznaczany – między innymi przez prezydentów RP brązowym i srebrnym Krzyżem Zasługi (za wieloletni wkład w prace związane ze zrównoważonym rozwojem środowiska, między innymi w Masywie Śnieżnika Kłodzkiego oraz aktywne uczestnictwo w Komitecie Opiekuńczym Rezerwatu „Jaskinia Niedźwiedzia” oraz Radzie Naukowej Biebrzańskiego Parku Narodowego), odznaczeniem resortowym MSZ „Bene Merito” za zasługi na odcinku wzmacniania pozycji Polski na arenie międzynarodowej, Krzyżem Komandorskim przez króla Norwegii za wzmacnianie współpracy norwesko-polskiej w rejonach polarnych. Minister Szkolnictwa Wyższego, Nauki i Techniki za działalność dydaktyczną i wychowawczą wyróżnił prof. Głowackiego nagrodą III stopnia. Na cześć Uwego imię UWE-1 otrzymała także Latarnia Morska Hornsund.
Od 1968 jest członkiem Sekcji Grotołazów Wrocław i uczestniczył w wyprawach jaskiniowych.